# Мадагаскар (остров)
Мадагаска́р (фр. Madagascar, малаг. Madagasikara) — четвёртый по величине остров мира, расположен в западной части Индийского океана, у юго-восточного берега Африки, отделён от неё Мозамбикским проливом. Климат тропический. Крайний юг острова часто относят к субтропикам.
Длина острова — около 1600 км, ширина — 570 км, площадь — 587 000 км². Остров является основной частью государства Мадагаскар (столица Антананариву).
Наивысшей точкой острова является потухший вулкан Марумукутру (2876 м), который находится в горном массиве Царатанана, в северной части острова. Центральную и восточную часть острова занимает Высокое плато, полого спускающееся на запад и круто обрывающееся к низменностям восточного побережья. Поверхность Высокого плато разбита тектоническими разломами на отдельные вулканические массивы: Царатанана, Андрингитра, Анкаратра и другие. Горы богаты минералами и металлами: золото, медь, железо; широкие прибрежные равнины болотисты, частью очень плодородны.
Крупнейшее озеро Мадагаскара — Алаутра (площадь до 200 км²). Другие озера — Итаси, Ихутри.
Хотя Мадагаскар и находится недалеко от Африки, животный и растительный мир острова уникален — он содержит 5 % видов животных и растений мира, 80 % из которых существуют только на Мадагаскаре. Самыми известными из них являются лемуры. Большинство видов — эндемики. Из-за этого часто Мадагаскар называют «маленьким континентом».
Северная точка острова — мыс Бубаумби (Амбр, 11° ю. ш. 49° в. д.), южная точка — мыс Вухимена (Сент-Мари, 25° ю. ш. 45° в. д.), западная точка — мыс Мананунука (22° ю. ш. 43° в. д.) и восточная точка — мыс Ангунци (Восточный, 15° ю. ш. 50° в. д.).